# Saint-Luc-de-Matane
Saint-Luc-de-Matane est un secteur de la ville de Matane située dans la région administrative du Bas-Saint-Laurent au Québec. Jusqu'au 26 septembre 2001, Saint-Luc-de-Matane était une municipalité à part entière avant d'être fusionnée à la ville de Matane en même temps que d'autres municipalités avoisinantes lors du processus de réorganisation municipale québécois de 2001.